# Anadrymadusa retowskii
Anadrymadusa retowskii är en insektsart som först beskrevs av Adelung 1907.  Anadrymadusa retowskii ingår i släktet Anadrymadusa och familjen vårtbitare. Inga underarter finns listade i Catalogue of Life.

## Bildgalleri

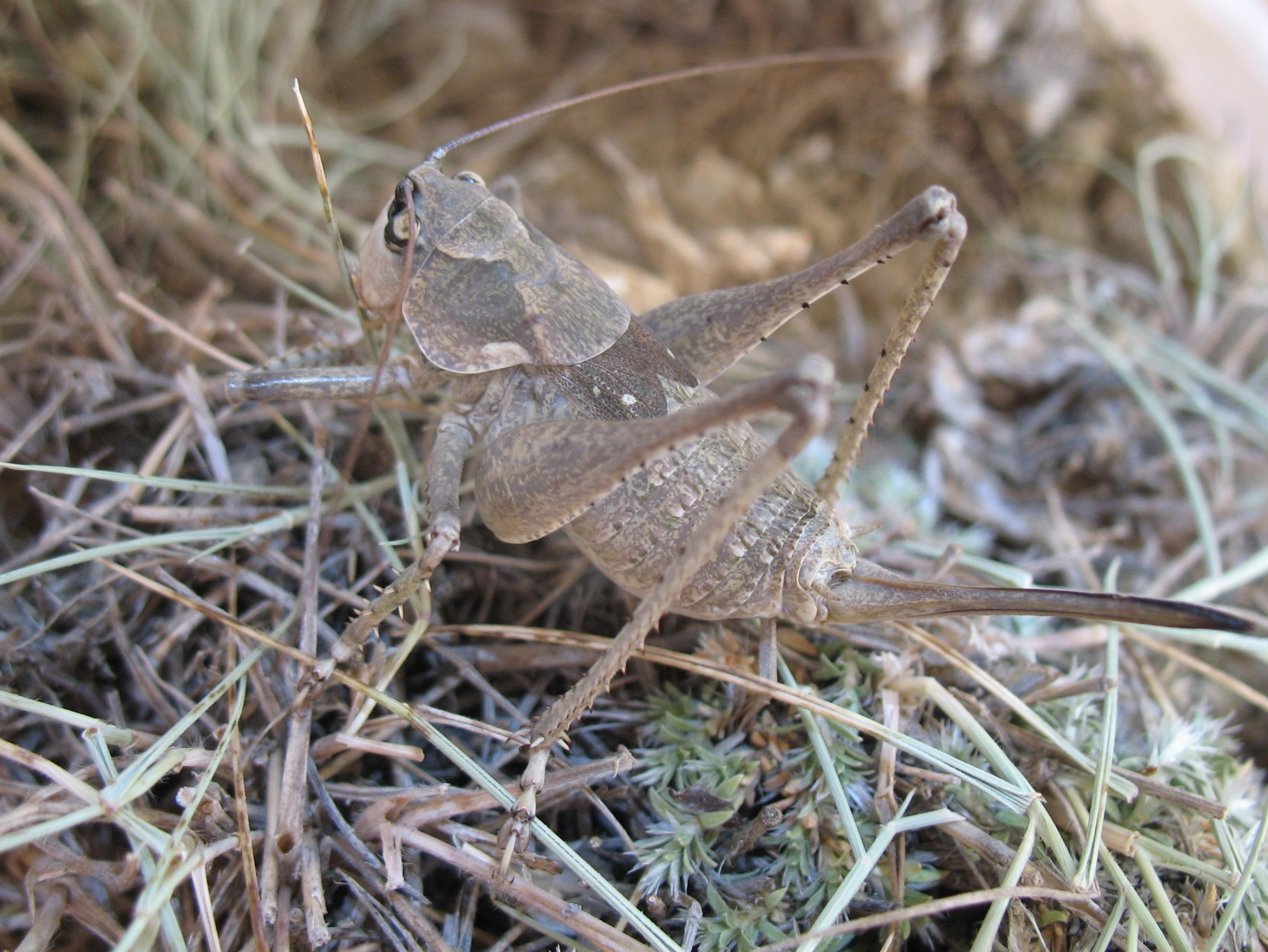
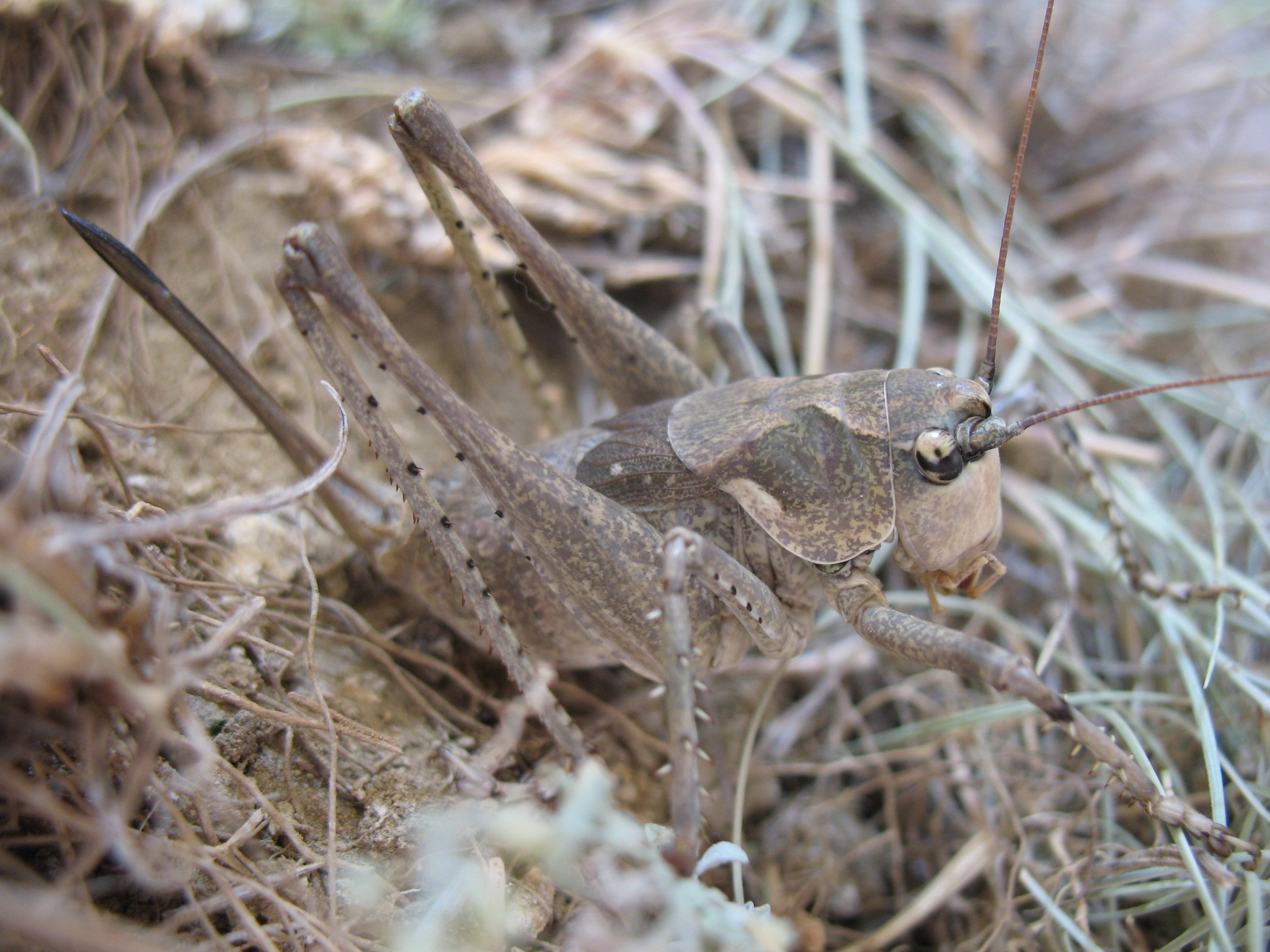
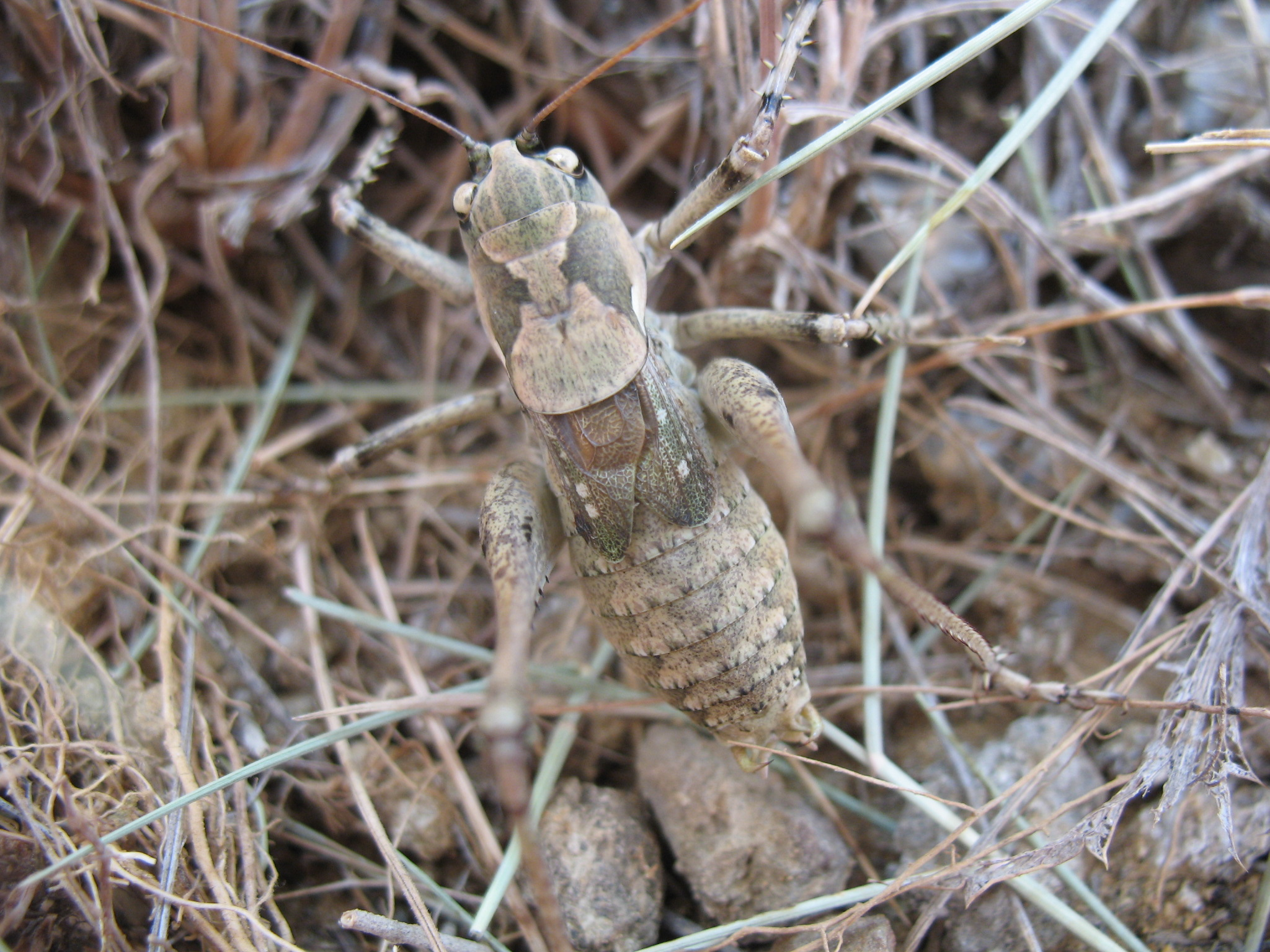
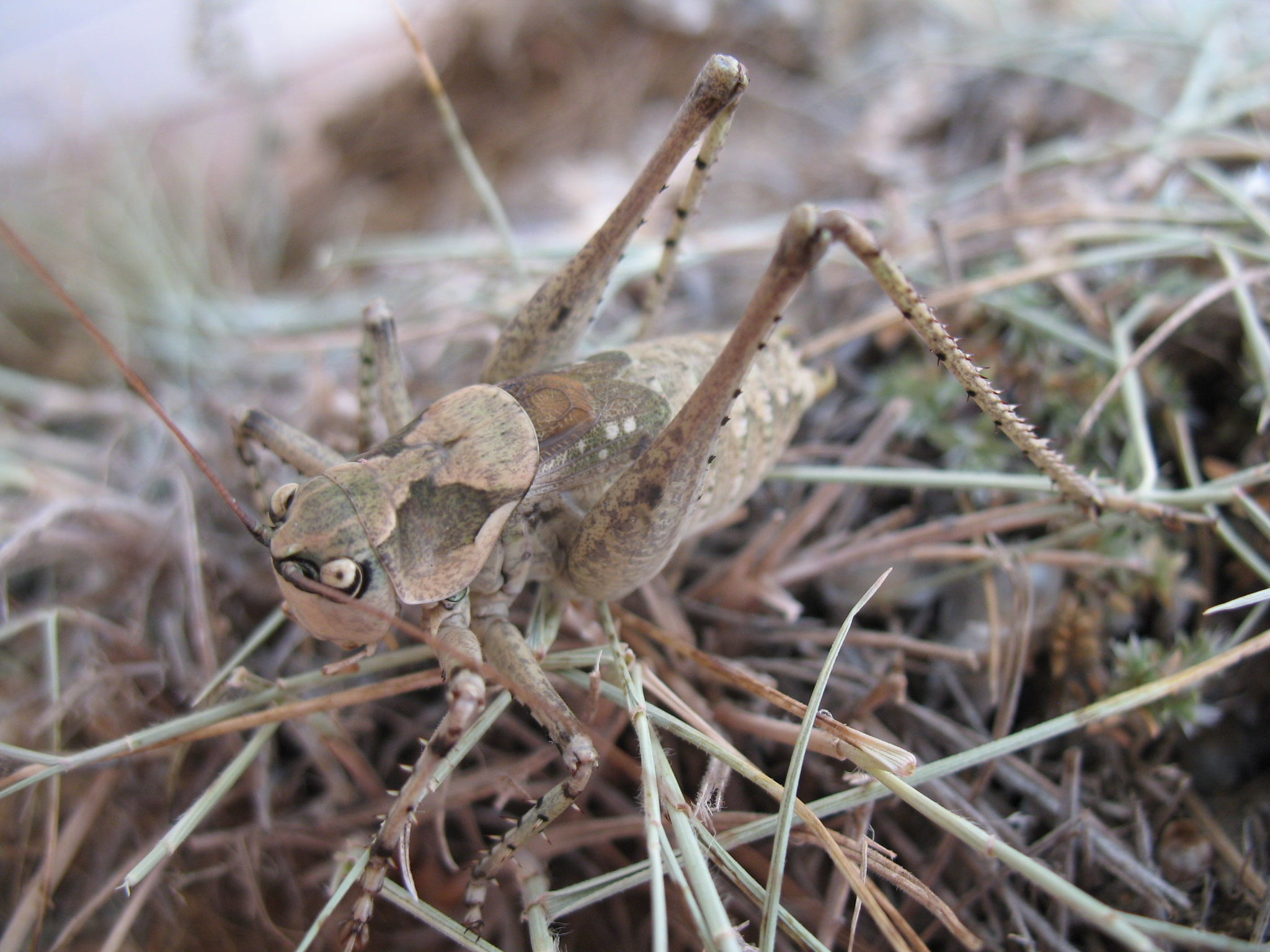
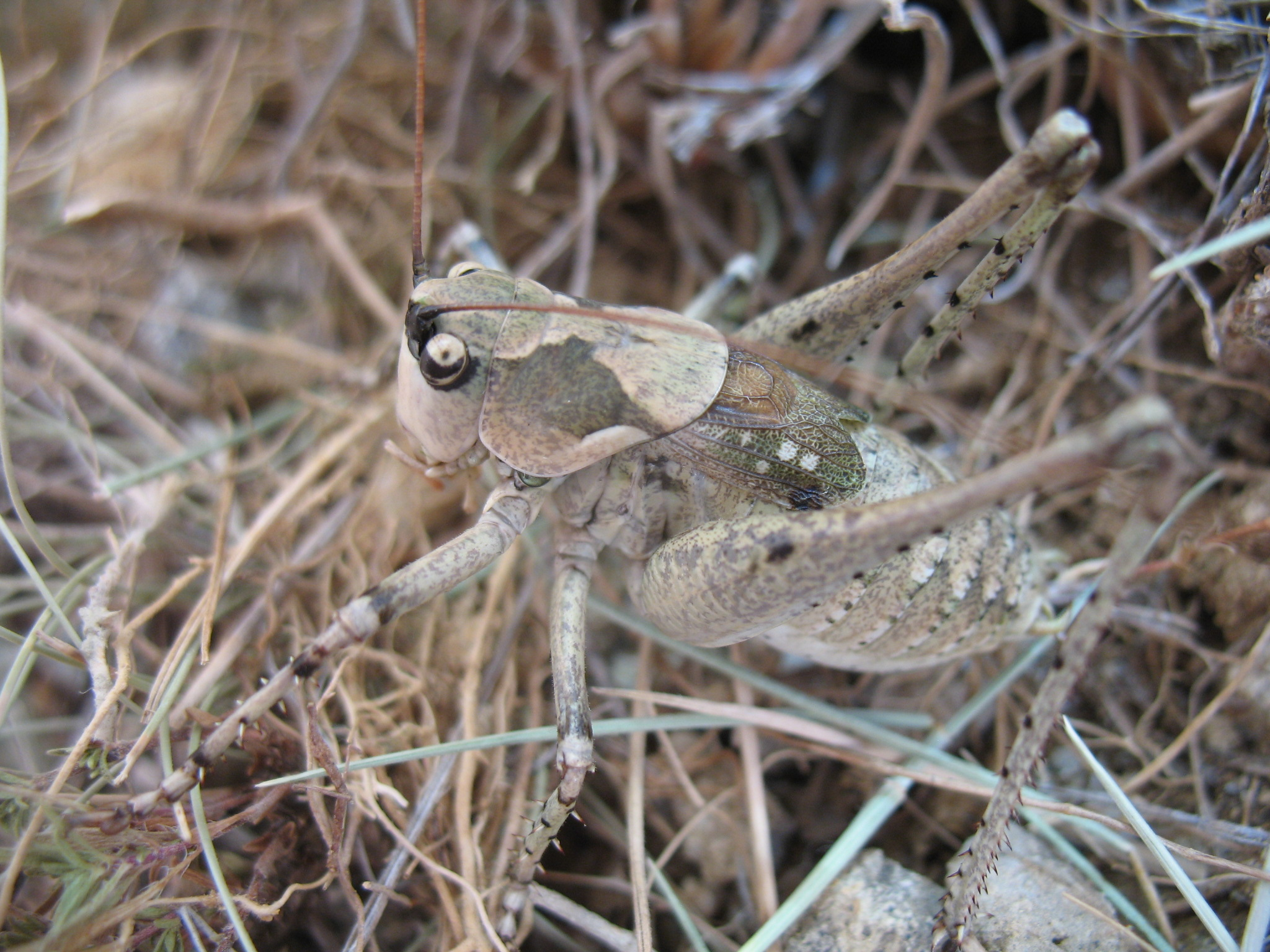